# Campionats del món de ciclisme en ruta de 1931
Els Campionats del món de ciclisme en ruta de 1931 es disputaren el 26 d'agost a Copenhaguen, Dinamarca.
En aquesta la prova professional es disputà en la modalitat de contrarellotge individual sobre una distància de 170 quilòmetres.

## Resultats
| Proves :                         | Or                       | Or         | Argent                      | Argent   | Bronze                  | Bronze   |
| Professionals                    |                          |            |                             |          |                         |          |
| Cursa en línia masculina detalls | Learco Guerra Itàlia     | 4h 53' 43" | Ferdinand Le Drogo · França | + 4' 37" | Albert Büchi · Suïssa   | + 4' 48" |
| Amateurs                         |                          |            |                             |          |                         |          |
| Cursa en línia masculina         | Henry Hansen · Dinamarca | 4h 50' 53" | Giuseppe Olmo Itàlia        | + 6' 01" | Leo Nielsen · Dinamarca | + 6' 40" |

## Medaller
| Posició | País      | Or | Plata | Bronze | Total |
| 1       | Itàlia    | 1  | 1     | 0      | 2     |
| 2       | Dinamarca | 1  | 0     | 1      | 2     |
| 3       | França    | 0  | 1     | 0      | 1     |
| 4       | Suïssa    | 0  | 0     | 1      | 1     |
| Total   | Total     | 2  | 2     | 2      | 6     |